# 史密斯威森M69左輪手槍
史密斯威森M69（英語：Smith & Wesson Model 69）是一款由美国槍械公司史密斯&威森所研製及生產的5發式不鏽鋼“L型底把”（設計之初就是以不鏽鋼作為材料）雙動操作式左輪手槍，發射火力強大的.44 Remington Magnum雷明登麥格農或火力相對較弱的.44 S&W特種彈這二種子彈。
史密斯威森M69曾在2014年SHOT Show中展出，亦在2015年獲得全國步槍協會“年度手槍”的金靶心獎。

## 設計細節
史密斯威森M69是第一把由L型底把製成的.44雷明登麥格農。它亦能夠裝填及發射.44 S&W特種彈，這是因為.44雷明登麥格農是從前者所研發出來的彈種。麥格農的彈殼略為延長（0.1英吋），以防止麥格農子彈被只能裝填及發射.44 S&W特種彈的手槍用以射擊。
正如史密斯威森的衍生型號名稱編配手法，M69這個型號名稱前面的6字是用以表示這是以不鏽鋼底把所製造，這點與史密斯威森M60、史密斯威森M64 、史密斯威森M610相同。
由於是由L型底把所製成，史密斯威森M69比使用N型底把製成的史密斯威森M629稍為的緊湊。可最輕便的.44雷明登麥格農左輪手槍，卻還是以鈧合金製成的史密斯威森M329。某種意義上，M69填補了在較大但更輕便的M329和既大又沉重的M629之間的空白。它不但緊湊，而且把槍機缺口設在5發弹巢的膛室之間而非直接在膛室以上，以免削弱了膛室壁導致強度無法保證。

## 資料來源
- （英文）—Manfacturer: Smith & Wesson （页面存档备份，存于）—
  - Model 69 （页面存档备份，存于）
  - Model 69 Combat Magnum （页面存档备份，存于）

## 外部連結
- （英文）—Smith & Wesson's .44 Magnum - by John Taffin（页面存档备份，存于）
- （英文）—Modern Firearms—Smith & Wesson L-frame revolvers
- （英文）—Gunblast.com—
  - Smith & Wesson Model 69 Combat Magnum Five-Shot 44 Magnum Revolver （页面存档备份，存于）
  - SHOT Show 2014 - Day 2 （页面存档备份，存于）
- （英文）—Impact Guns.com—SMITH & WESSON Smith & Wesson Model 69 .44 Magnum/.44 Special 4.25" SS Barrel Adjustable Rear Sight 5 Round （页面存档备份，存于）
- （英文）—The Truth About Guns.com－New From Smith & Wesson: Model 69 L-Frame .44 Magnum （页面存档备份，存于）
- （英文）—Personal Defense World.com—Smith & Wesson Model 69 | .44 Magnum | VIDEO （页面存档备份，存于）